# Hansi Linder
Pour les articles homonymes, voir Linder.
Hansi Linder (née le 1er août 1942 à Sankt Pölten, morte le 9 décembre 2010 à Munich) est une actrice allemande.

## Biographie
Hannelore Linder va à une école de Frauenchiemsee. Elle est la sœur aînée de l'actrice Christa Linder.
Après son mariage avec Joe Geb, elle prend le nom de Hannelore Geb-Linder.

## Filmographie
- 1968 : Tamara (de) : Cora
- 1969 : Köpfchen in das Wasser, Schwänzchen in die Höh
- 1969 : Isabelle, duchesse du diable (Isabella, duchessa dei diavoli) : Nadia
- 1969 : Auf Scheißer schießt man nicht
- 1969 : Commissaire X et les trois serpents d'or : Phyllis Leighton
- 1969 : Tout le monde il est sexy tout le monde il est cochon (Le 10 meraviglie dell’amore) : Aicha
- 1969 : Les Petites chattes se mettent au vert
- 1970 : Quand les profs s'envolent
- 1970 : Beiß mich, Liebling
- 1970 : Wenn du bei mir bist (de)
- 1970 : Hurra, unsere Eltern sind nicht da (de)
- 1971 : L'Étrangleur de Vienne
- 1971 : Wer zuletzt lacht, lacht am besten (de)
- 1972 : Die dressierte Frau
- 1973 : Dérapage contrôlé (Troppo rischio per un uomo solo), de Luciano Ercoli : Helga